# Боевой (миноносец)
«Боевой» — эскадренный миноносец Российского Императорского флота.

## История корабля
Миноносец «Боевой» был заказан в рамках программы «Для нужд Дальнего Востока» и являлся единственным эскадренным миноносцем, построенным по этой программе в Великобритании. В качестве прототипа проекта был выбран английский эскадренный миноносец «Куэйл» .
Заложен в октябре 1898 года на верфи Laird Brothers в Биркенхеде, спущен на воду 15 июля 1899 года. Сдача миноносца заказчику задержалась на 67 дней. На испытаниях корабль показал скорость ниже оговоренной в контракте, однако после длительного разбирательства его 18 июля 1900 года приняли в казну. В конце августа миноносец покинул Биркенхед и, зайдя по пути в Гамбург и Гельсингфорс, 16 сентября прибыл в Кронштадт.
Из-за низкого качества стали корпус миноносца оказался весьма слабым. У носового орудия отсутствовал щит, так как он «загораживал обзор рулевому на мостике».
Из Кронштадта миноносец отправился в Порт-Артур, куда прибыл 23 апреля 1901 года. После вхождения в состав Первой Тихоокеанской эскадры стал флагманским кораблём Первого отряда миноносцев.
С началом Русско-японской войны «Боевой» принял активное участие в боевых действиях, неся сторожевую службу на внешнем рейде и совершая разведывательные походы; до 10 июня находился под командованием капитана 2-го ранга Елисеева, а с 10 июня по 18 июля — лейт. бар. Коссинского. В ночь на 29 января 1904 года столкнулся с миноносцем «Стерегущий» и получил пробоину в правом борту. Из-за занятости дока миноносец ремонтировали с помощью специального кессона и ремонт был окончен лишь к 3 марта 1904 года.
10 июня 1904 года «Боевой» принял участие в бою с японскими кораблями, получив два попадания и на время потеряв управление. За период с 20 мая по 14 июля 1904 года миноносец совершил порядка 13 выходов в море. 23 июля 1904 года, находясь в бухте Тахэ на плановом дежурстве, был торпедирован минными катерами с японских броненосцев. Взрыв торпеды произошел по левому борту в районе носовой кочегарки и через пробоину немедленно хлынула вода. Экипаж «Боевого» одновременно боролся за живучесть корабля и вёл огонь по противнику. Миноносец получил значительный крен и состояние его корпуса было близким к разлому. 11 июля корабль отбуксировали в Порт-Артур, однако ремонтировать не стали. В ночь на 20 декабря 1904 года, перед сдачей крепости, «Боевой» был взорван. Позже поднят японцами и сдан на слом.

## Командиры
- 1902-1903 - капитан-лейтенант Дмитриев, Аполлон Аполлонович
- 1903 - июнь 1904 капитан 2-го ранга Елисеев
- 10 июня 1904 - 18 июля 1904 — лейтенант бар. Коссинский, ВРИД